# Томбацозана (Верона)
Томбацозана је насеље у Италији у округу Верона, региону Венето.
Према процени из 2011. у насељу је живело 586 становника. Насеље се налази на надморској висини од 19 м.